# Tintus Arianto-Wibowo
Tintus Arianto-Wibowo, né le 19 août 1960, est un ancien joueur de tennis indonésien.

## Carrière
Tintus Wibowo a joué en Coupe Davis pour l'équipe d'Indonésie de 1981 à 1989, et notamment lors des deux seuls premiers tours du Groupe Mondial disputés par son pays en 1983 et 1989. Après une victoire face au Japon dans la finale du groupe Asiatique en 1982, il joue en 1983 dans le groupe mondial contre la Suède où il perd d'abord contre Anders Järryd (6-4, 6-2, 7-5) puis face à Mats Wilander (6-3, 6-3), alors no 10 mondial, dans le cadre d'un match sans enjeu. Par la suite, il perd deux matchs en barrages contre le Danemark mais remporte la dernière rencontre qui était sans enjeu. En 1988, après une victoire face à la Corée du Sud dans la finale du groupe Asie/Océanie, il joue l'année suivante le premier tour du groupe mondial contre la RFA où il échoue en simple contre Carl-Uwe Steeb (6-1, 6-2, 6-3) et le no 5 mondial Boris Becker (6-2, 7-5). Il perd également ses deux matchs en barrages contre les Pays-Bas. Il s'agit de sa dernière apparition en Coupe Davis. Il a par la suite dirigé l'équipe au début des années 1990 puis entre 1999 et 2006.
En 1988, il a participé au premier tour de qualification des Jeux olympiques de Séoul, perdu contre le hongkongais Mark Bailey. La même année, il a atteint les demi-finales du tournoi Challenger de Singapour, puis en 1989 les quarts de finale du tournoi de Kuala Lumpur.